# Cophyla phyllodactyla
Cophyla phyllodactyla är en groddjursart som beskrevs av Oskar Boettger 1880. Cophyla phyllodactyla ingår i släktet Cophyla och familjen Microhylidae. IUCN kategoriserar arten globalt som livskraftig. Inga underarter finns listade i Catalogue of Life.